# Paradoxe
Ne doit pas être confondu avec Paradou ou Parrado.
Pour l’article ayant un titre homophone, voir Paradox.

Les « cubes impossibles » de M. Escher sont des représentations graphiques paradoxales.

Un paradoxe, d'après l'étymologie (grec ancien παράδοξος / parádoxos, « contraire à l'opinion commune », de παρά- / pará-, « contre », et δόξα / doxa, « opinion »), est une idée ou une proposition à première vue surprenante ou choquante, c'est-à-dire allant contre le sens commun. En ce sens, le paradoxe désigne également une figure de style consistant à formuler, au sein d'un discours, une expression, généralement antithétique, qui va à l'encontre du sens commun.
Le paradoxe, comme le précise la neuvième édition du dictionnaire de l'Académie française, en est venu à désigner plus tard, de façon plus restrictive, une proposition qui contient ou semble contenir une contradiction logique, ou un raisonnement qui, bien que sans faille apparente, aboutit à une absurdité, ou encore une situation qui contredit l'intuition commune malgré la définition originelle dans la huitième édition de ce même dictionnaire.
Le paradoxe est un puissant stimulant pour la réflexion. Il est souvent utilisé par les philosophes pour nous révéler la complexité inattendue de la réalité. Il peut aussi nous montrer les faiblesses de l'esprit humain et plus précisément son manque de discernement, ou encore les limites de tel ou tel outil conceptuel. C'est ainsi que des paradoxes basés sur des concepts simples ont permis de faire des découvertes en science ou en philosophie ainsi qu'en mathématiques et en biochimie.
On trouvera une collection importante de paradoxes dans la catégorie Paradoxe. Voir aussi les raisonnements fallacieux ou sophismes (en rhétorique).

## Définition
Le paradoxe est le plus souvent un ensemble d’au minimum deux affirmations qui impliquent une tension conflictuelle entre elles, notamment lorsqu'elles semblent toutes deux vraies. Toutefois, certains paradoxes, comme celui du menteur, ne sont formés que d'une seule affirmation, ayant plusieurs conséquences apparemment logiques, mais contradictoires.

## Histoire
Les premiers paradoxes énoncés comme tels apparaissent dans l'antiquité grecque et sont l'œuvre de Zénon d'Élée, qui cherchait à montrer les conséquences absurdes découlant de la tentative de découper le mouvement ou le temps (contre les pythagoriciens). Ils préfigurent alors l'usage qui sera fait du paradoxe dans les sciences physiques et mathématiques. Par la suite, le paradoxe sera un élément moteur de la science en devenir. Ainsi, chaque discipline balbutiante générera ses paradoxes :
- Le paradoxe de l'œuf et de la poule en biologie,
- Le paradoxe de Condorcet, le paradoxe de l'Alabama et surtout le paradoxe de Saint-Pétersbourg, en théorie de la décision,
- Le paradoxe d'Olbers en cosmologie[2].

La théorie des probabilités, élaborée dès le XVIIe siècle, est plus particulièrement féconde en paradoxes : paradoxe de Borel, paradoxe des anniversaires, etc.
La naissance de la physique moderne, au début du XXe siècle, entraîna l'apparition de nombreux paradoxes. En physique quantique, le paradoxe EPR, et celui du chat de Schrödinger, mirent en évidence, l'opposition conceptuelle entre cette physique et la physique classique, mais aussi la difficulté (voire l'impossibilité) à "interpréter" la physique quantique. La théorie de la relativité engendra également des paradoxes, dont le paradoxe de Selleri, le paradoxe d'Ehrenfest, le paradoxe des jumeaux, le paradoxe du train, etc.
En mathématiques, à partir de la fin du XIXe siècle, ont été découverts certains objets aux propriétés « paradoxales », tel l'escalier de Cantor, et démontrés certains théorèmes choquant l'intuition, tels le paradoxe de Banach-Tarski ou le paradoxe de Skolem, mais ces résultats sont abusivement qualifiés de paradoxes ; d'autres, tels le paradoxe de Russell ou celui de Berry, montrent les contradictions d'une formalisation trop naïve, et ont obligé à préciser les systèmes axiomatiques utilisés ; enfin, une utilisation positive du paradoxe du menteur est au cœur de la démonstration par Gödel de ses célèbres théorèmes d'incomplétude, ou de la solution donnée par Turing au problème de l'arrêt.

## Épistémologie
« Le bon sens, quoi qu'il fasse, ne peut manquer de se laisser surprendre à l'occasion. Le but de la science est de lui épargner cette surprise et de créer des processus mentaux qui devront être en étroit accord avec le processus du monde extérieur, de façon à éviter, en tout cas, l'imprévu »

— Bertrand Russell
Le paradoxe joue un rôle moteur dans les sciences, parce qu'il pousse à l'analyse fine, et de là à une formalisation mieux poussée et à la recherche d'une meilleure cohérence. Il a de plus un effet si motivant et mobilisateur (bien que non fédérateur) qu'on le rencontre comme élément fondamental de constructions scientifiques (le paradoxe d'Olbers et le paradoxe de Saint-Pétersbourg, par exemple).
Le paradoxe de Hempel, en particulier, joue un rôle épistémologique fort : celui d'une mise en garde concernant les sciences de la nature. Il énonce en effet qu'une théorie ne peut être totalement validée par une simple accumulation d'observations. En d'autres termes, il attire l'attention sur les dangers de l'induction logique quand ses implicites ne sont pas clairement définis.
En mathématique, l'argument diagonal à la base du Paradoxe de Russell est fondateur de la logique mathématique qui modifia en profondeur, l'appréhension des mathématiques. Le paradoxe de Bertrand Russell a un statut particulier : celui de théorème mathématique (au sein d'une théorie erronée). Il fut donc, non pas vecteur de progrès, mais à la source d'un renoncement : la caractérisation du Tout. De plus, ce paradoxe (et le paradoxe en général) révèle que le non-sens d'une proposition n'est pas intuitivement évident.

## Le paradoxe, figure de rhétorique

### Définition
En rhétorique, et selon les mots de H. Bénac : « le paradoxe cache souvent, sous une formule ou une idée qui paraît étonnante, une vérité que l'on peut soutenir ». En s'opposant à la doxa, le paradoxe argumentatif, dans le discours ou l'échange, permet l'expression des préjugés d'une communauté, autorisant ainsi la réflexion à progresser. Le plus souvent il vise à éveiller la réflexion ou la critique, par un effet de surprise, l'image paradoxale mobilisant l'attention de l'interlocuteur comme dans cet exemple de Paul Valéry :
Les crimes engendrent d'immenses bienfaits et les plus grandes vertus développent des conséquences funestes
— 'Dialogues, Eupalinos'
Le recours au paradoxe peut également avoir une visée satirique, comme chez Molière dans Les Femmes savantes, où il critique les sophismes des précieuses.
En littérature, le paradoxe est employé à des fins illocutoires, pour témoigner le plus souvent de sa bonne foi, ce qui est en soi un paradoxe. Jean-Jacques Rousseau notamment fonde toute son entreprise des Confessions sur le paradoxe :
Pardonnez-moi mes paradoxes: il en faut faire quand on réfléchit; et quoi que vous puissiez dire, j'aime mieux être homme à paradoxes qu'homme à préjugés
— Emile, II
Finalement, le paradoxe est souvent une figure permettant d'approcher la vérité, en ce sens elle est proche du symbole. Elle peut parfois soutenir une ironie.
Il faut enfin distinguer le paradoxe rhétorique du paradoxisme défini par Pierre Fontanier, dans Les Figures du discours, et qui s'apparente à l'oxymore ou à l'antithèse. Le paradoxe peut ainsi être simple ou bien complexe et reposer sur un raisonnement faux ou paralogisme.

### Exemple littéraire
Paris est tout petit, c'est là sa vraie grandeur.
— Jacques Prévert

### Constructions du paradoxe rhétorique
- Certains paradoxes consistent à inverser un truisme :

Est-il exact que vous ayez dit et écrit ceci : ce qu'il y a de plus profond dans l'homme, c'est la peau ? - C'est vrai.- Qu'entendiez-vous par là ? - C'est simplissime (...)
— Paul Valéry, L'idée fixe
- on peut construire des paradoxes sur des propositions antithétiques comme :

Qui veut sauver sa vie la perdra
On en retrouve de semblables dans les livres religieux ou mystiques, et dans des aphorismes poétiques :
L'ascension procède du vide
— Novalis

### Genres concernés
Le paradoxe est une figure essentiellement employée dans les genres argumentatifs comme le discours ou le raisonnement, néanmoins tous les genres littéraires peuvent y avoir recours.
Le paradoxe est facilement traduisible dans les autres Arts, visuels surtout, comme en peinture. Les surréalistes fondent leur démarche esthétique sur le paradoxe comme symbole du rêve et de l'inconscient. René Magritte notamment a su exploiter les images frappantes permises par le paradoxe, dans, entre autres son tableau intitulé La Trahison des images.

## Quelques types de paradoxes
Il faut avant tout garder à l'esprit que le paradoxe est affaire d'interprétations. Cependant, sans chercher à catégoriser, on peut énoncer quelques mécanismes de création et de résolution de paradoxes :

### La prémisse fausse
Trouver une prémisse fausse est le moyen le plus simple de construire ou résoudre un paradoxe. Le paradoxe EPR, par exemple, a sciemment été rédigé afin de déterminer la prémisse fausse (un postulat en l'occurrence) cachée au sein de la mécanique quantique, mais l'expérience a obligé les physiciens à remettre en question non les postulats de monde quantique, mais au contraire les interprétations d'Einstein, utilisant des variables cachées et apparemment plus plausibles.

### L'argument diagonal
« ... je poursuivrai dans ce sens [la mise en doute] jusqu'à ce que je connaisse quelque chose de certain, ou du moins, à défaut d'autre chose, que je connaisse comme certain que justement il n'y a rien de certain. »

— Descartes, Seconde Méditations métaphysiques
Le meilleur moyen d'appréhender l'argument diagonal est encore l'étude des paradoxes construits en l'employant. L'exemple le plus concis est
Comme pour tout paradoxe de ce type, on aboutit à la conclusion que
Les paradoxes de cette catégorie sont basés sur l'auto-référence. De manière plus élaborée, en définissant un objet, une entité ou un état ; puis l'on fait voir que l'objet défini entraîne, de par sa définition même, un non-sens. Voir par exemple : Paradoxe du menteur, Paradoxe du barbier, Paradoxe hétérologique de Grelling, paradoxes de Berry, ou encore : Paradoxe du pape (Après avoir déclaré : « Je ne suis pas infaillible », un pape serait-il toujours infaillible ?).
Hormis le paradoxe de Russell, la logique mathématique rejette ce genre de définitions réflexives arguant qu'elles ne peuvent être formalisées (le paradoxe donne justement une preuve de cette impossibilité). Elles procèdent de l'amalgame entre « pensée » et « méta-pensée », ou plus prosaïquement, entre définition et objet défini.

### L'amalgame sémantique ou contextuel
C'est un procédé très subtil. Il consiste, sans que cela apparaisse, à employer un mot, ou une tournure de phrase, dans deux sens différents ou deux contextes (angle ou point de vue) différents. On effectue ensuite un amalgame (une confusion) et l'on obtient une absurdité.
Les paradoxes bâtis sur le modèle du syllogisme sont caractéristiques de ce procédé. Un glissement de sens ou de contexte s'opère entre les deux prémisses. Puis la conclusion crée l'amalgame, qui se traduit par une aberration. La fraude réside donc dans l'usage invalide du syllogisme.
- Le paradoxe « bon-marché/cher » est un exemple d'amalgame sémantique.
- Le paradoxe du gruyère est un exemple d'amalgame contextuel.

### L'absence de démarcation
Les paradoxes sorites entrent dans cette catégorie.
En toute généralité, un tel paradoxe (il faut plutôt parler de question épineuse) se construit sur l'opposition de deux propositions. On fait valoir alors qu'il n'existe pas démarcation entre la validité de l'une et de l'autre.
Plus formellement, on considère un axe (le temps, une quantité ou un grandeur quelconque) apparaissant comme un continuum, et un prédicat de sorte que l'une des propositions est son affirmation de ce prédicat, en un point de l'axe, l'autre sa réfutation en un second point. Où est alors, sur le segment ainsi défini, la limite de véracité du prédicat ?
Plus grossièrement : si une chose est vraie ici, et fausse là, où est la limite ?
L'exemple le plus représentatif est le paradoxe du barbu : Où est la frontière (en considérant le nombre de poils ou la longueur des poils) entre le barbu et l'imberbe ? Les questions de cet acabit sont innombrables. Entre autres, de nombreux problèmes métaphysiques, éthiques, ou législatifs (concernant les limites de la vie, de l'âme, de la responsabilité, etc.), peuvent être énoncés par ce procédé.
La situation n'apparaît réellement paradoxale que si l'on démontre ou postule l'inexistence de la limite. Par exemple, considérons la question de l'œuf et de la poule et celle de la naissance de l'âme au centre de la controverse sur la théorie de l'évolution. Ces questions ne deviennent paradoxes que si l'on admet que toute poule naît d'un œuf (de poule), tout œuf (de poule) sort d'une poule ou que si un être possède une âme, alors son géniteur en possède une.

### Le raisonnement sournois
Ce genre de paradoxe est construit comme une démonstration recelant une erreur sournoisement dissimulée ; c'est donc un sophisme. Il s'agit alors plus d'un exercice destiné à piéger l'étudiant ou tester sa vigilance. Par exemple, le paradoxe des trois pièces de monnaie, le paradoxe des deux enveloppes.
Cette célèbre démonstration mathématique en est aussi un :
Soit a = b
On multiplie par b : ab = b²
On soustrait cette expression à "a² = a²" et on obtient : a²-ab = a²-b²
On factorise les expressions : a(a-b) = (a+b)(a-b)
On simplifie par (a-b) : a = (a+b)
Or a = b
Donc a = 2a
Soit 1 = 2
L'erreur, à première vue inexistante, est pourtant simple : il est interdit de diviser par 0 (précisément, entre autres, pour éviter ce genre de paradoxe ; on trouvera des arguments plus précis à l'article division par zéro). Or, l'étape de la simplification par (a-b), revient à diviser les expressions par (a-b), et a-b = 0.

### Logique dévoyée
Certaines situations sont considérées comme paradoxales car elles relèvent d'une logique dévoyée. Exemples historiques :
1. Guy de Maupassant détestait la Tour Eiffel et pourtant, il y montait le plus souvent possible, en expliquant à ses interlocuteurs étonnés : « C'est le seul endroit d'où je ne la vois plus ! »
2. Alors que la Gestapo vient l'arrêter avec sa compagne, Tristan Bernard affiche pourtant sa sérénité : « Jusqu'ici nous vivions dans la crainte ; à présent, nous vivrons dans l'espoir ! »[3]
3. Sollicité par une admiratrice pour un autographe, Sacha Guitry écrit de sa main : « Pardonnez-moi, mais je ne donne jamais d'autographe. » Et il signe !
4. Durant la prohibition, la sobriété n’était pas la qualité principale de W. C. Fields qui venait sur scène avec un thermos censé contenir du jus de pamplemousse. Un jour où ses amis lui avaient fait une plaisanterie, il s’écria : « Mais qui donc a mis du jus de pamplemousse dans mon jus de pamplemousse ? »

## Le paradoxe en psychologie
On retrouve le principe de paradoxe en psychologie à travers des notions d'échanges.
- Lorsqu'il s'agit d'un paradoxe exprimé par une seule personne on parle de langage paradoxal. Il s'agit d'une demande qui se contredit elle-même, le plus souvent l'expression de langage paradoxale fait référence a une opposition entre ce qui est exprimé par le langage verbal, et par le langage non verbal (par exemple, une mère encourageant oralement son enfant à grandir et à devenir autonome, et distillant dans le même temps de par ses attitudes, ses intonations, son profond désir de le voir rester son bébé).
- Lorsqu'il s'agit d'un paradoxe « interne », on parle d'un dilemme lorsqu'il s'agit d'un choix difficile, (le paradoxe se situant entre « le pour » et « le contre ») ; et d'une double contrainte si la situation est maintenue bloquée.

### Courant psychologique inspiré par l'étude du paradoxe
La mouvance de l'école de Palo Alto relie la notion de paradoxe (ou la notion de double contrainte qui en découle) à des théories psychologiques et à de nouvelles formes de psychothérapie.
Les travaux engagés par Gregory Bateson en sont une des principales origines avec une étude collective sur le « paradoxe de l'abstraction dans la communication ». Débuté en 1952, elle permit une théorisation des mécanismes de la schizophrénie, qui sont présentés comme une adaptation à un contexte paradoxal. Elle introduit ainsi l'idée que la maladie mentale puisse être un mode d'adaptation à un contexte extérieur qui contiendrait l'élément pathologique. C'est le principe fondateur de la thérapie familiale qui s'attache à soigner cette pathologie relationnelle directement plutôt que l'effet induit sur un individu en particulier.
Un classement des types de paradoxes est effectué par d'autres figures de proue de cette école de pensée, Paul Watzlawick, Janet Beavin et Donald deAvila Jackson, qui ont dégagé en 1972 trois types de paradoxes : les paradoxes logico-mathématiques, les paradoxes pragmatiques et l'injonction paradoxale. Anthony Wilden y ajoute la même année dans les contextes humains le paradoxe existentiel (dans Système et Structure. Essais sur la communication et l'échange, en 1972).
Peu après, en 1974, Donald deAvila Jackson, Paul Watzlawick, John Weakland et Richard Fisch publient Changements : Paradoxes & psychothérapie, ouvrage qui relie la notion de paradoxe aux méthodes émergentes de la thérapie brève.